# Гексафтороцирконат(IV) олова(II)
Гексафтороцирконат(IV) олова(II) — неорганическое соединение,
комплексный фторид олова и циркония
с формулой SnZrF6,
кристаллы,
растворяется в воде.

## Получение
- Выпаривание смеси растворов фторидов олова(II) и циркония(IV):

{\displaystyle {\mathsf {SnF_{2}+ZrF_{4}\ {\xrightarrow {}}\ SnZrF_{6}}}}

## Физические свойства
Гексафтороцирконат(IV) олова(II) образует кристаллы
моноклинной сингонии,
пространственная группа P 2/n,
параметры ячейки a = 0,66119 нм, b = 0,52503 нм, c = 0,69929 нм, β = 114,239°, Z = 2.
Растворяется в воде.